# Diisobutilftalato
Il diisobutiliftalato (DIBP) è un solvente, usato tra l'altro nel processo di riciclaggio della carta, per togliere inchiostri e coloranti.
È una delle sostanze soggette a restrizione menzionate nell'Allegato XIV del regolamento REACH.
È la sostanza al centro di una polemica nell'aprile 2006, in quanto rinvenuta da un laboratorio di analisi nei cartoni per la pizza. 
Questo accade in quanto, contrariamente alla normativa vigente, viene utilizzato cartone riciclato per realizzare alcuni contenitori di pizza da asporto.
La preparazione avviene per esterificazione di isobutanolo e anidride ftalica. La formula di struttura è C6H4(COOCH2CH(CH3)2)2. L'indice di rifrazione è 1.488 - 1.492 (20 °C, destrogiro).
Il DIBP è un plastificante inodore e ha stabilità al calore e luce ottime. È il plastificante più economico per il nitrato di cellulosa. Il DIBP ha minore densità e punto di congelamento inferiore rispetto al DBP (dibutilftalato, CAS 84-74-2), che può essere usato come sostituto per il DIBP.
Gli utilizzi principali sono: plastiche alla nitrocellulosa, solventi per unghie, materiali esplosivi, smaltatura ed utilizzo congiunto al metilmetacrilato.